# Loxstedt
Loxstedt (niederdeutsch Lox) ist eine Einheitsgemeinde im niedersächsischen Landkreis Cuxhaven. Der Verwaltungssitz befindet sich in der Ortschaft Loxstedt.

## Geografie

### Lage

Topografie der Gemeinde Loxstedt

Die Gemeinde befindet sich südlich von Bremerhaven. Sie liegt in der Norddeutschen Tiefebene und ist von Geest-, Marsch- und Moorlandschaften geprägt. Innerhalb des Gemeindegebietes befinden sich die Naturschutzgebiete Bülter See und Randmoore, Königsmoor, Neuenlander Außendeich, Stoteler Moor und Plackenmoor. Im Westen wird die Kommune auf 15 Kilometer Länge durch die Weser begrenzt. Südlich der Kernortschaft fließt die Lune, ein kleiner Nebenfluss der Weser, durch die Gemeinde. An der südlichen Gemeindegrenze befindet sich die Drepte.

### Gemeindegliederung

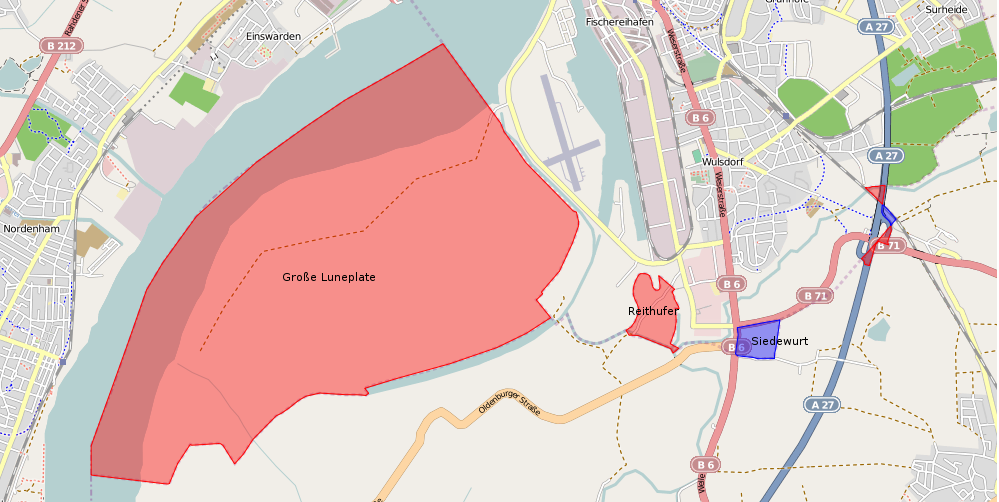
Flächen gemäß dem 2010 in Kraft getretenen Staatsvertrag:
Rot zur Stadt Bremerhaven,
Blau zur Einheitsgemeinde Loxstedt

Die Gemeinde besteht aus 20 Ortschaften, die teilweise weitere Wohnplätze umfassen. In der nachfolgenden Tabelle sind die Ortschaften mit ihren Einwohnerzahlen (Erst- und Zweitwohnsitz zum 31. Dezember 2021) aufgeführt. Außerdem sind die jeweiligen Katasterflächen der ehemaligen gleichnamigen Gemeinden (Gemarkungen) aus dem Jahr 1965 angegeben.
Da die Ortschaften Büttel, Holte und Schwegen aus Gebieten gebildet wurden, die früher zu unterschiedlichen Gemeinden gehörten, lässt sich aus den vorliegenden Daten nicht die tatsächliche heutige Größe ableiten oder die Bevölkerungsdichte berechnen: Für Schwegen müssten beispielsweise Teile von Neuenlande (Neuenlandermoor) abgezogen und ebenso wie die Fläche von Langendammsmoor (1,079 km²) hinzugefügt werden. Darüber hinaus veränderten sich 2010 auch die Größen der an Bremerhaven grenzenden Gemarkungen Bexhövede, Lanhausen und Loxstedt wegen des Gebietsaustausches mit der Nachbarstadt. Für die Orte der Gemarkung Landwürden gibt es keine verlässlichen Flächenangaben.
In einer besonderen Spalte werden die jeweiligen Gemarkungen angegeben, in denen die Ortschaft liegt. Heute abweichende oder fehlende Flächenangaben werden in der Tabelle durch einen Stern (*) gekennzeichnet.
| Ortschaft                | Einwohnerzahlen | Fläche (km²) (1965) | Gemarkungen                         | Ortsteile oder Wohnplätze                    |
| ------------------------ | --------------- | ------------------- | ----------------------------------- | -------------------------------------------- |
| 01. Bexhövede            | 2254            | 12,27 *             | Bexhövede                           | Hosermühlen, Junkernhose, Nückel             |
| 02. Büttel               | 0246            | 01,74 *             | Büttel, Landwürden                  | Buttel, Indiek, Schwingenburg, Schwingenfeld |
| 03. Dedesdorf-Eidewarden | 0552            | *                   | Landwürden                          |                                              |
| 04. Donnern              | 0575            | 14,39               | Donnern                             | Böcken                                       |
| 05. Düring               | 0875            | 09,53               | Düring                              | Friedrich-Wilhelmsdorf                       |
| 06. Fleeste              | 0121            | 02,64               | Fleeste                             |                                              |
| 07. Hahnenknoop          | 0219            | 05,50               | Hahnenknoop                         | Drostendamm                                  |
| 08. Hetthorn             | 080             | 04,03               | Hetthorn                            | Moorhausen                                   |
| 09. Holte                | 064             | 02,05 *             | Holte, Landwürden (ehemals), Stotel | Speckje                                      |
| 10. Lanhausen            | 0249            | 03,81 *             | Lanhausen                           | Welle                                        |
| 11. Loxstedt             | 5539            | 12,26 *             | Loxstedt                            | Dünenfähr, Hohewurth, Siedewurt              |
| 12. Maihausen            | 046             | *                   | Landwürden                          |                                              |
| 13. Nesse                | 1385            | 06,20               | Nesse                               | Im Zollenhamm                                |
| 14. Neuenlande           | 0119            | 10,67 *             | Neuenlande                          |                                              |
| 15. Overwarfe            | 0135            | *                   | Landwürden                          | Overwarfersiel                               |
| 16. Schwegen             | 0218            | 01,86 *             | Langendammsmoor, Schwegen, Stotel   | Langendammsmoor, Neuenlandermoor             |
| 17. Stinstedt            | 0785            | 06,18               | Stinstedt                           |                                              |
| 18. Stotel               | 2582            | 10,99 *             | Stotel                              | Sandberg (Stotelermoor)                      |
| 19. Ueterlande           | 0386            | *                   | Landwürden                          | Auf der Jührde                               |
| 20. Wiemsdorf            | 0148            | *                   | Landwürden                          |                                              |

### Nachbargemeinden
|  | Bremerhaven (Freie Hansestadt Bremen)       | Einheitsgemeinde Schiffdorf |
|  | Kompassrose, die auf Nachbargemeinden zeigt | Einheitsgemeinde Beverstedt |
|  | Einheitsgemeinde Hagen im Bremischen        |                             |

## Geschichte

### Ortschaft
Die Ortschaft Loxstedt wurde das erste Mal im Jahr 1059 unter dem Namen Lacstidi urkundlich erwähnt. Lacstidi bedeutet „Siedlung an der Lache“ und verweist auf ein Moorgebiet, das zwischen den Orten Loxstedt und Düring existierte. Allerdings weisen Bodenfunde darauf hin, dass das Gebiet bereits seit der mittleren Steinzeit von Menschen genutzt wird. Mit umfangreichen archäologischen Grabungen hat das Niedersächsische Institut für historische Küstenforschung (NIhK), Wilhelmshaven, Vorgängersiedlungen des heutigen Loxstedt untersucht. Dabei wurden Siedlungsspuren aus der Zeit 1. Jh. v. Chr. bis 9. Jh. n. Chr. freigelegt. Wahrscheinlich kann man mit einer Kontinuität von über 2000 Jahren für Loxstedt rechnen. Die geborgenen Funde sollen im archäologischen Museum in der Burg Bederkesa ausgestellt werden.
Im historischen Kirchspiel waren Loxstedt, Düring und Nesse sowie später auch Hosermühlen eingepfarrt. Das Dorf gehörte um 1500 zur Börde Beverstedt und um 1768 zum Adeligen Gericht Beverstedt. Zwischenzeitlich war Loxstedt nach der Annexion durch Frankreich bis zum Sieg über Napoléon Bonaparte ein Teil der Kommune Bexhövede im Kanton Bremerlehe. Mit der Einführung der Ämter in Hannover gehörte Loxstedt von 1851 bis 1859 zum Amt Beverstedt und von 1859 bis 1885 zum Amt Lehe. Später war Loxstedt Teil der Landkreise Geestemünde, Wesermünde beziehungsweise Cuxhaven. Der Ort wurde 1840 eine Landgemeinde und war von 1971 bis 1974 Mitgliedsgemeinde der gleichnamigen Samtgemeinde.

### Eingemeindungen
Die Gemeinde Loxstedt ist in ihrer heutigen Form mit dem Gesetz zur Neugliederung der Gemeinden im Raum Osterholz/Wesermünde vom 13. Juni 1974 (rückwirkend zum 1. März 1974) entstanden. Dabei wurden die zur damaligen Samtgemeinde Loxstedt gehörenden Kommunen Bexhövede, Donnern, Düring, Loxstedt, Nesse und Stinstedt sowie die Gemeinden Büttel, Fleeste, Holte, Landwürden, Lanhausen, Neuenlande und Stotel zu einer Einheitsgemeinde zusammengelegt. Eine vergrößerte Samtgemeinde mit selbständigen Mitgliedsgemeinden war im Umland der Großstadt Bremerhaven nicht erlaubt. Die Gebietsreform sorgte daher vor allem im Raum Stotel für Proteste. Als Alternative wurden zwei Gemeinden vorgeschlagen, nämlich eine westlich und eine östlich der (ehemaligen) Bundesstraße 6 gelegen. Dieser Wunsch wurde jedoch vom Innenministerium abgelehnt.
Historisch gesehen besaßen die Orte um Loxstedt eine Zugehörigkeit zu Beverstedt, die Orte um Stotel bildeten dagegen eher eine Verbindung mit Stotel und Hagen. Eine Besonderheit stellt Landwürden dar, da die Dörfer seit dem Mittelalter zu Oldenburg und somit (bis auf zeitliche Ausnahmen) zu einem anderen Land gehörten. Die zugehörigen Orte bildeten schon frühzeitig eine Einheit und sind auch heute noch in der Gemarkung Landwürden zusammengefasst.

### Einwohnerstatistik
In der Gemeinde Loxstedt leben 16.115 Menschen, von denen 7982 männlich und 8133 weiblich sind. Das durchschnittliche Alter der Menschen in der Gemeinde Loxstedt liegt bei 45,6 Jahren. Der Ausländeranteil in Loxstedt liegt bei 6,77 %.
| Insgesamt | 0–6 | 6–18 | 18–65 | 65+  |
| --------- | --- | ---- | ----- | ---- |
| 16115     | 815 | 1819 | 9734  | 3747 |

(Quelle: Stand: 31. Dezember 2017)

### Einwohnerentwicklung
Kernort Loxstedt
| Jahr | Einwohner | Quelle |
| ---- | --------- | ------ |
| 1910 | 1128      | [ 7 ]  |
| 1925 | 1239      | [ 8 ]  |
| 1933 | 1308      | [ 8 ]  |
| 1939 | 1444      | [ 8 ]  |
| 1950 | 2311      | [ 9 ]  |
| 1956 | 2653      | [ 9 ]  |

| Jahr | Einwohner | Quelle       |
| ---- | --------- | ------------ |
| 1961 | 02919 ¹   | [ 10 ] [ 4 ] |
| 1970 | 03402 ²   | [ 10 ] [ 4 ] |
| 1973 | 3492      | [ 11 ]       |
| 2010 | 5429      | [ 12 ]       |
| 2015 | 5482      | [ 13 ]       |
| 2020 | 5712      | [ 2 ]        |

¹ Volkszählungsergebnis vom 6. Juni

² Volkszählungsergebnis vom 27. Mai
|  |

Gemeinde Loxstedt
| Jahr | Einwohner | Quelle |
| ---- | --------- | ------ |
| 1975 | 12.911 ¹  | [ 14 ] |
| 1980 | 14.471 ¹  | [ 14 ] |
| 1985 | 14.800 ¹  | [ 14 ] |
| 1990 | 14.933 ¹  | [ 14 ] |
| 1995 | 15.889 ¹  | [ 14 ] |

| Jahr | Einwohner | Quelle |
| ---- | --------- | ------ |
| 2000 | 16.466 ¹  | [ 14 ] |
| 2005 | 16.261 ¹  | [ 14 ] |
| 2010 | 16.126 ¹  | [ 14 ] |
| 2015 | 15.980 ¹  | [ 14 ] |
| 2020 | 16.387 ¹  | [ 14 ] |

¹ jeweils zum 31. Dezember
|  |

## Politik

### Gemeinderat
In der Wahlperiode 2021–2026 gehören dem Rat der Gemeinde Loxstedt 32 Ratsfrauen und -herren an. Dies ist die festgelegte Anzahl für eine Gemeinde mit einer Einwohnerzahl zwischen 15.001 und 20.000 Einwohnern. Die Ratsmitglieder werden durch eine Kommunalwahl für jeweils fünf Jahre gewählt. Die aktuelle Amtszeit begann am 1. November 2021 und endet am 31. Oktober 2026.
Stimm- und sitzberechtigt im Gemeinderat ist außerdem der hauptamtliche Bürgermeister.
Die Abgeordneten der SPD und von Bündnis 90/Die Grünen haben sich zu einer Gruppe zusammengeschlossen und stellen mit 19 Stimmen die Mehrheit. Außerdem haben sich die CDU und die Bürgerfraktion mit insgesamt 11 Stimmen zur Gruppe zusammengetan. Zwei weitere Mitglieder sind Fraktionslos.
Die Wahlbeteiligung lag bei 56,3 %.
Sitzverteilung
- Gruppe SPD-Grüne: 19 Sitze
- Gruppe CDU-Bürgerfraktion: 11 Sitze
- Fraktionslose: 2 Sitze
- Parteilose (Bürgermeistersitz): 1 Sitz

(Quelle:)

### Bürgermeister
Hauptamtlicher Bürgermeister der Gemeinde Loxstedt ist Detlef Wellbrock (parteilos). Bei der letzten Bürgermeisterwahl am 25. Mai 2014 wurde er als Amtsinhaber ohne Gegenkandidaten mit 90,9 % der Stimmen wiedergewählt. Die Wahlbeteiligung lag bei 47,8 %. Wellbrock trat seine weitere Amtszeit am 1. November 2014 an. Seine Stellvertreter sind Fritz Grieger (SPD), Susanna Köster (SPD) und Eva Viehoff (Grüne).

### Ortsvorsteher in Loxstedt
| - Bexhövede: Silvia Pauper (fraktionslos) - Büttel: Lars Behrje (fraktionslos) - Dedesdorf-Eidewarden: Holger Onken (SPD) - Donnern: Jörg Fierlings (SPD) - Düring: Jochen Luitjens (fraktionslos) - Fleeste: Monika Marquardt (fraktionslos) - Hahnenknoop: Hartmuth John (fraktionslos) - Hetthorn: Karl Becken (fraktionslos) - Holte: Cord Bellmer (fraktionslos) - Lanhausen: Christian Weiland-Eylers (fraktionslos) | - Kernort Loxstedt: Frank Albers (fraktionslos) - Maihausen: Andrea Dellas (fraktionslos) - Nesse: Susanna Köster (SPD) - Neuenlande: Gerd Keithan (CDU) - Overwarfe: Eymer Köhnken (SPD) - Schwegen: Anke Lusch (fraktionslos) - Stinstedt: Carsten Link (SPD) - Stotel: Fritz Grieger (SPD) - Ueterlande: Jürgen Grotheer (fraktionslos) - Wiemsdorf: Michael Stüve (fraktionslos) |

Die Amtszeit läuft von 2021 bis 2026.

### Aktuelles Wappen
Mit Ratsbeschluss vom 21. Mai 1985 wurde die Einführung eines neuen Kommunalwappens und einer Gemeindeflagge für die Gemeinde Loxstedt beschlossen. Seit Bestehen der (Einheits-)Gemeinde Loxstedt am 1. März 1974 wurde noch immer das Wappen der bis zum 28. Februar 1974 bestandenen (Einzel-)Gemeinde Loxstedt mit den drei Hufnägeln und drei Rosen geführt. Das Wappen und die Flagge wurden mit dem Inkrafttreten der neuen Hauptsatzung am 20. September 1985, dem Tag der Einweihung des erweiterten Rathauses, wirksam.
| Wappen von Loxstedt | Blasonierung: „Das Wappen der Gemeinde zeigt auf grünem Schild, dessen Rand umlaufend mit 21 silbernen Schildnägeln belegt ist, über silbernem Wellenband ein nach rechts gewendetes silbernes Pferd.“                                                                                            |
| Wappen von Loxstedt | Wappenbegründung: Die silbernen Schildnägel stehen für den Zusammenschluss der 21 Ortschaften zur Gemeinde Loxstedt. Das silberne Wellenband symbolisiert die Flüsse Weser und Lune, die das Gebiet durchfließen. Das silberne Pferd versinnbildlicht die in der Gemeinde betriebene Pferdezucht. |

### Altes Wappen
Der Entwurf des alten Loxstedter Wappens stammt von dem Heraldiker und Wappenmaler Albert de Badrihaye, der zahlreiche Wappen im Landkreis Cuxhaven erschaffen hat.
| Wappen von Loxstedt | Blasonierung: „In Silber drei schwarze, mit den Spitzen einander zugewandte Nägel in Deichselstellung, oben und an den Seiten von einer goldbesamten, roten, sechsblättrigen Rose begleitet.“                                      |
| Wappen von Loxstedt | Wappenbegründung: Die Nägel sind dem Wappen des Adelsgeschlechts „Nagel“ entlehnt, das 1371 bei der Stiftung der Kirche in Loxstedt beteiligt war. Die Rosen sind Sinnbilder der Schutzpatronin dieser Kirche, der Jungfrau Maria. |

### Gemeindepartnerschaften
- Schwaan, Stadt in Deutschland südlich von Rostock, seit 1990
- Ollainville (Essonne), Gemeinde in Frankreich im Süden von Paris, seit 2013

## Kultur und Sehenswürdigkeiten

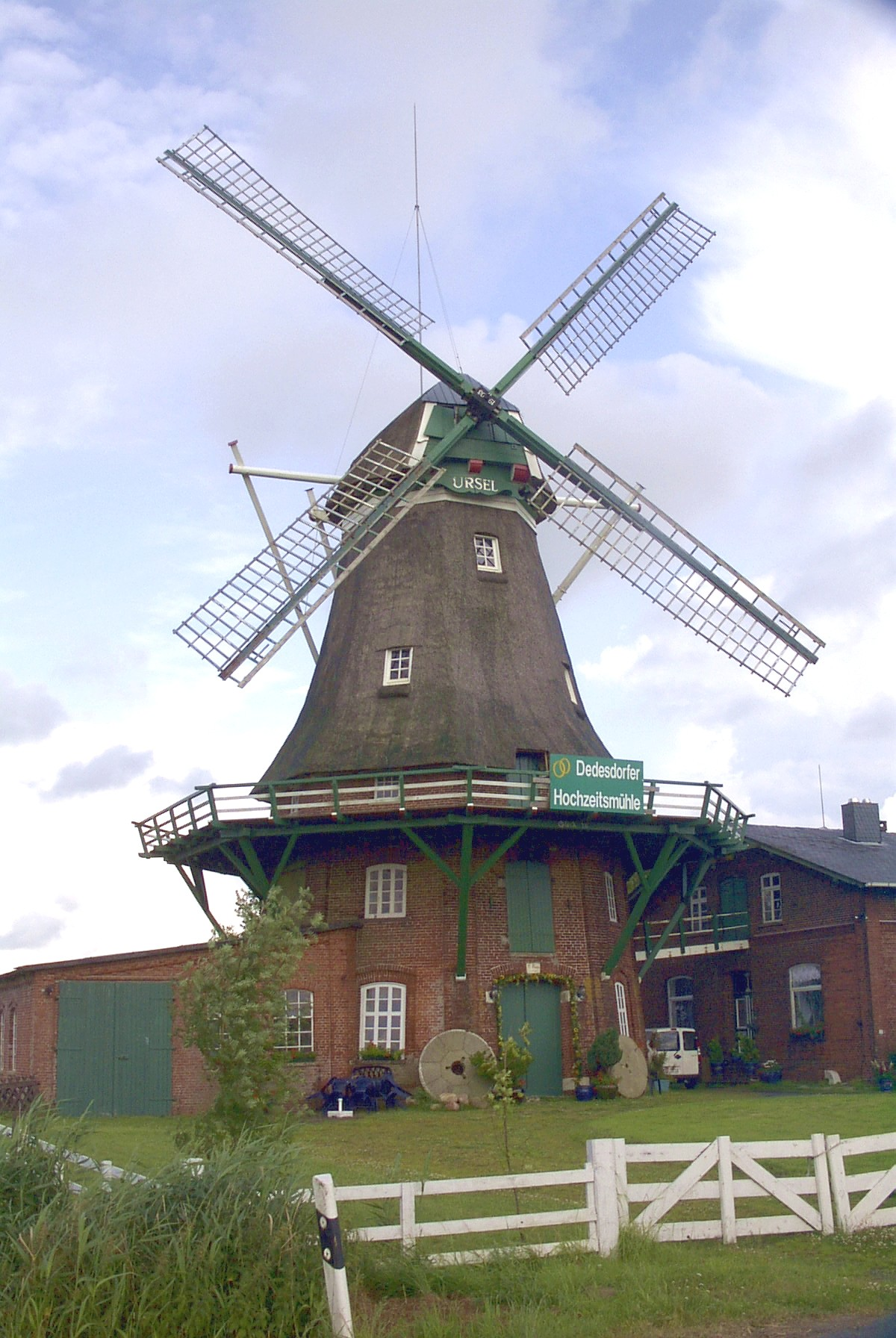
Galerieholländerwindmühle in Dedesdorf

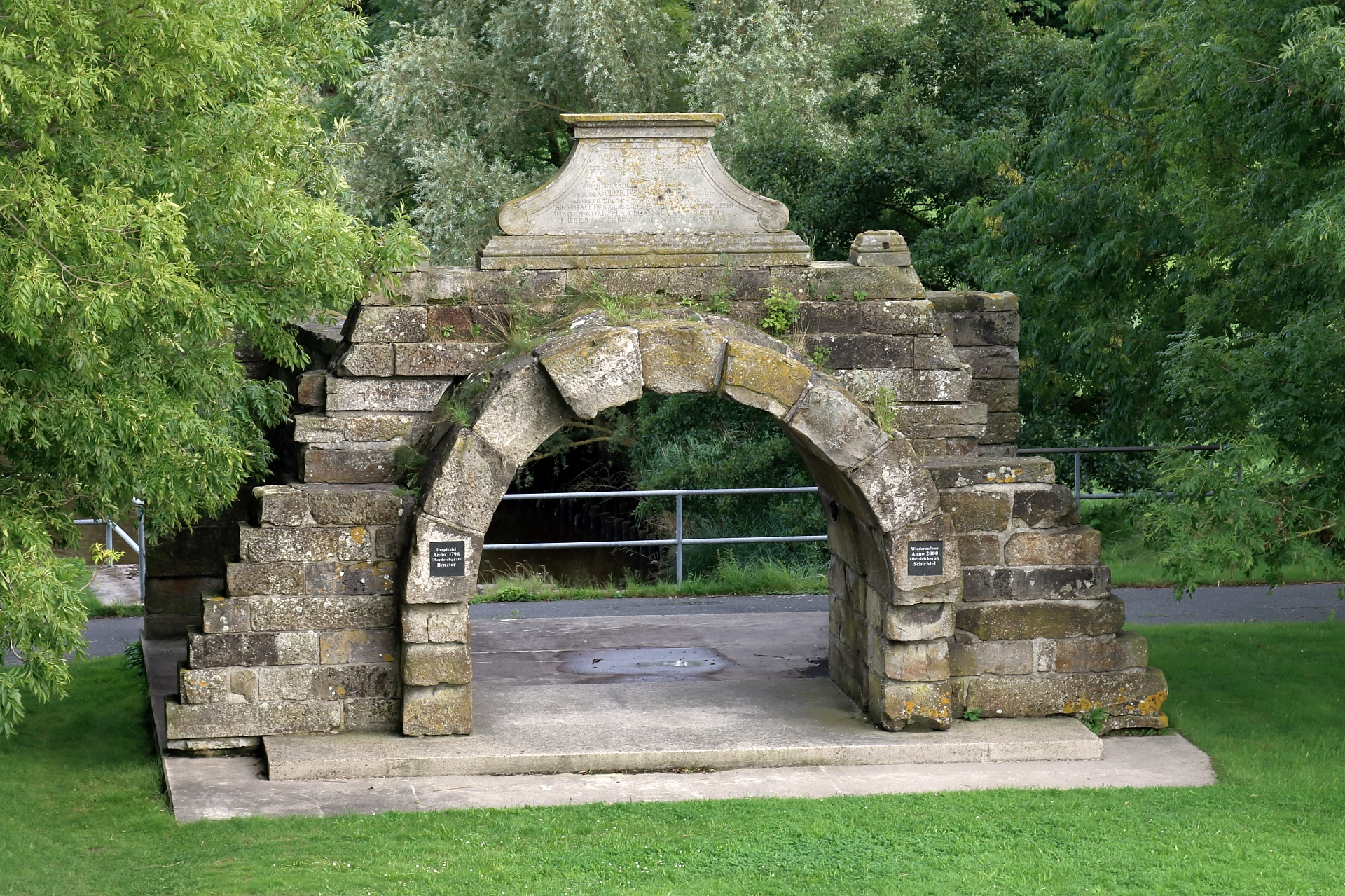
Wieder aufgebaute Teile des Dreptesiels von 1796

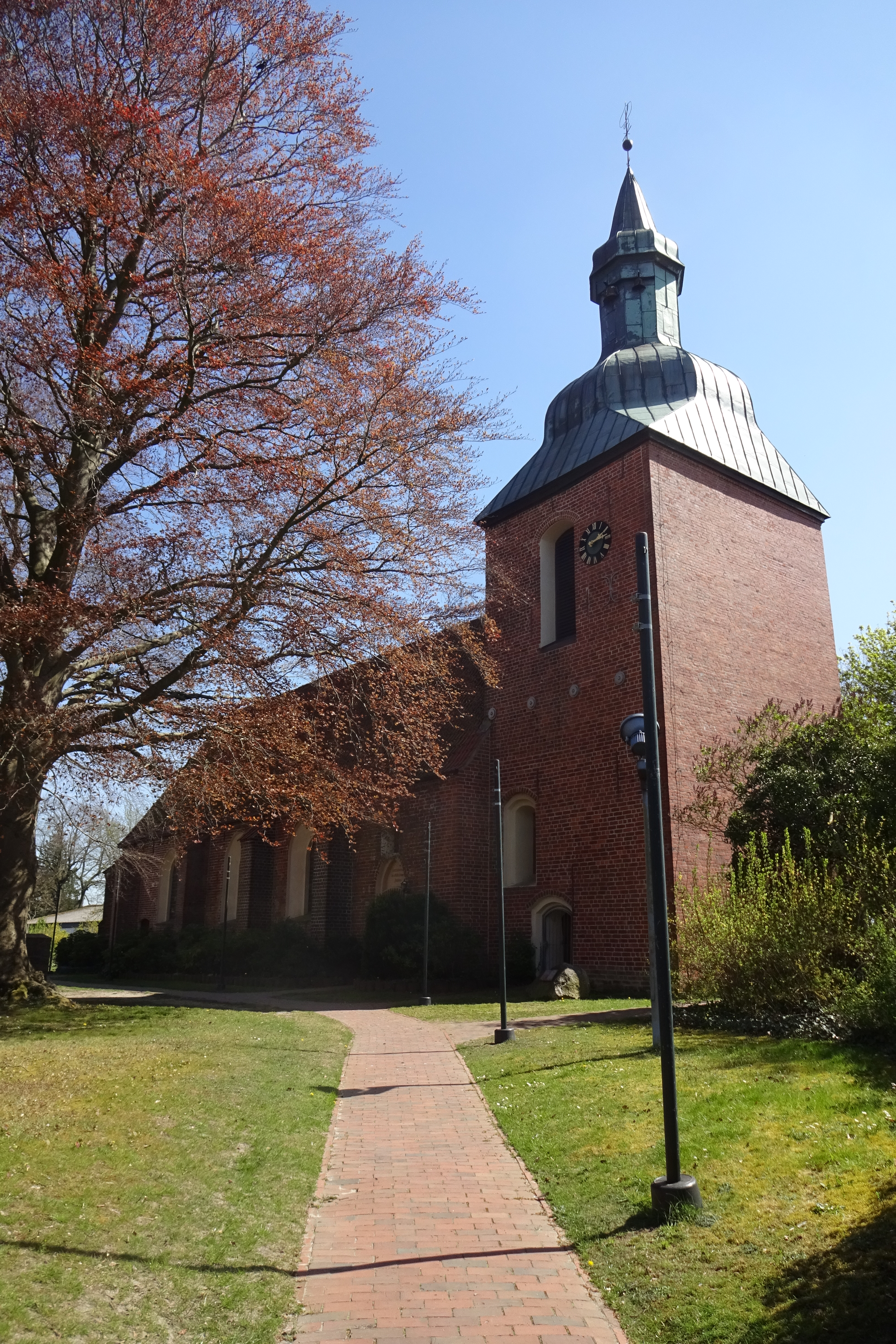
Sankt-Marien-Kirche in Loxstedt

Aufgrund der unmittelbaren Nachbarschaft zum Oberzentrum Bremerhaven ist das kulturelle Angebot eher gering. Höhepunkte sind jedoch der Dedesdorfer Markt und die Theateraufführungen, Konzerte und Kunstausstellungen einiger Vereine.

### Sehenswerte Baudenkmale
- Ev. Johannes-der-Täufer-Kirche in Bexhövede,
- Ev. St. Marien in Büttel von um 1500 und später
- Ev. St. Margarethenkirche in Stotel
- Ev. Sankt-Marien-Kirche in Loxstedt mit Deckenmalereien (Loxstedter Totentanz, Heilige Sippe) und einer Denkmalsorgel von 1768, erbaut von Johann Matthias Schreiber/Glückstadt.
- Katholischen St.-Johannes-Kirche (1966)[22] mit dem Bild „Heilige Familie mit Johannesknabe“ des italienischen Barockmalers Andrea Sacchi (1641) sowie ein modernes Mosaik auf der Altarrückwand (2001) mit Motiven aus der Johannesoffenbarung.
- Ev. Sankt-Laurentius-Kirche in Dedesdorf mit eine Arp-Schnitger-Orgel. Diese Kirche gehört zum Kirchenkreis Wesermarsch in der evangelischen Oldenburgischen Landeskirche.
- Wohn- und Wirtschaftsgebäude Claus-Gieschen-Straße 5 von um 1810 und 1890
- Wohn- und Wirtschaftsgebäude Kirchenstraße 19 von 1864
- Windmühle Dedesdorf von 1847, in der auch Trauungen stattfinden
- Weitere sehenswerte Bauwerke sind die vielen reetgedeckten Häuser in den Dörfern (s. dort).

Von kulturellem Interesse sind die auf Initiative des Marschendichters Hermann Allmers gemalten Stoteler Fresken von Hugo Ungewitter.
Neben dem neuen Dreptesiel wurden im Jahr 2000 Teile des alten Sieles von 1796 wieder aufgebaut.

## Wirtschaft und Infrastruktur

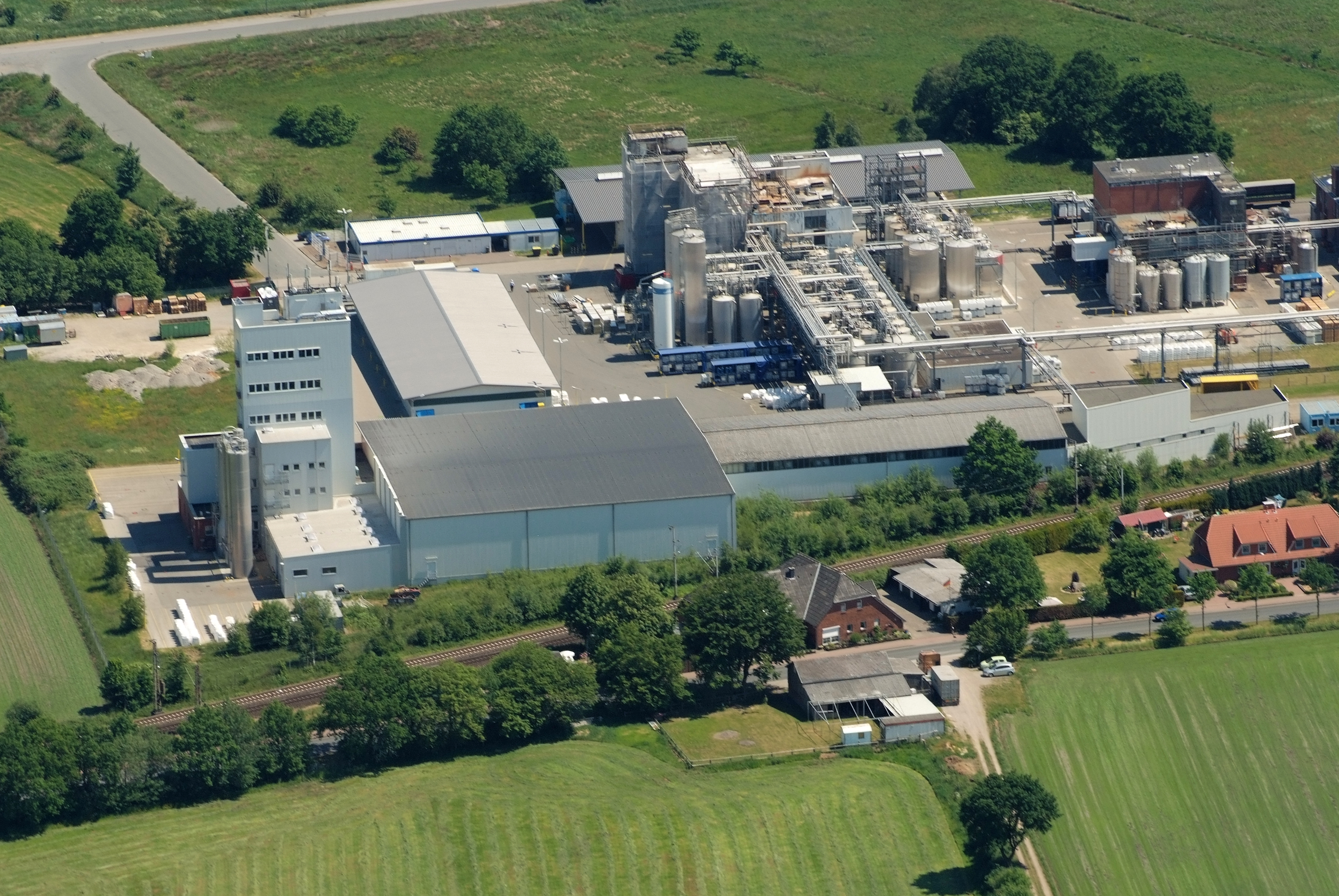
PVC- und Plastik-Produktion in Loxstedt

Loxstedt ist im Rahmen der Raumordnung ein Schwerpunktort für die Ansiedlung von Gewerbe und Industrie im Landkreis Cuxhaven. Industrie- und Gewerbeflächen stehen im Gewerbepark „Am Wedenberg“ (Ortschaft Loxstedt) und „Loxpark“ (Ortschaft Stotel) zur Verfügung. In der Vergangenheit waren zudem großflächige Industrieansiedlungen auf der Luneplate vorgesehen. Dieses Gebiet wurde größtenteils für die Schaffung von Ausgleichsflächen an das Land Bremen verkauft. Loxstedt ist wirtschaftlich insbesondere durch Landwirtschaft, Pferdezucht, chemische Industrie und Fleischverarbeitung geprägt. Bereits Ende der 1970er war jedoch nur noch jeder 20. Erwerbstätige in der Landwirtschaft tätig. Stattdessen entwickelte sich Loxstedt überwiegend zu einer Wohngemeinde der Stadt Bremerhaven mit einer hohen Anzahl an Auspendlern. In Zukunft soll insbesondere der Tourismus ausgebaut werden, wobei erste Schritte durch die Einrichtung von Wander- und Radfahrwegen bereits eingeleitet wurden.

### Medien
Über die Gemeinde Loxstedt berichtet die Nordsee-Zeitung. Regelmäßig findet in Loxstedt das Jugendmediencamp Nordwest statt.

### Bildung
Grundschulen befinden sich in den Ortschaften Bexhövede, Loxstedt und Stotel. In Loxstedt gibt es zudem eine Haupt- und Realschule sowie ein Gymnasium (bis Klasse 10).

### Verkehr

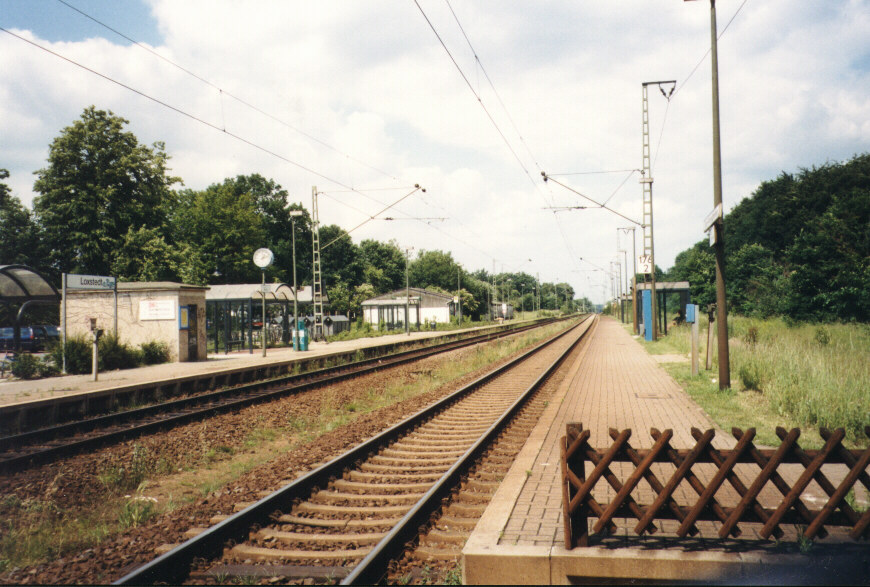
Der Loxstedter Bahnhof

Die Gemeinde wird über Schiene und Straße erschlossen. Durch das Gebiet führt die Bundesautobahn 27 (Walsroder Dreieck–Bremen–Bremerhaven–Cuxhaven) mit den Anschlussstellen Stotel, Nesse/Bremerhaven-Süd sowie Bremerhaven-Wulsdorf/Loxstedt. Von der Abfahrt Stotel verläuft die Bundesstraße 437 durch den Wesertunnel zur Gemeinde Stadland im Landkreis Wesermarsch in Richtung Oldenburg und Wilhelmshaven. Die Bundesstraße 71 verbindet Teile der Gemeinde mit Bremerhaven sowie mit Bremervörde. Eine weitere Verkehrsader ist die Landesstraße 135 (Cuxhaven–Bremerhaven–Bremen).
Die geplante Küstenautobahn A 20 soll zwischen Loxstedt und Bexhövede sowie zwischen Stinstedt und Düring geführt werden. Die gewählte Vorzugsvariante wurde im Raumordnungsverfahren bestätigt und ersetzt drei vorherige Planungen innerhalb der Gemeinde. Die Mehrheit im Gemeinderat hat sich für eine Trasse südlich des Stoteler Sees ausgesprochen, bei der die Ortschaft Holte mit der Kreuzung A 22 und A 27 weitgehend überbaut werden müsste. Diese Variante wurde von der Regierungsvertretung Lüneburg auch aus Naturschutzgründen ausgeschlossen.
Seit 1847 besteht der Bahnhof Loxstedt an der Strecke Bremen–Bremerhaven, welcher 1966 zum Haltepunkt zurückgestuft wurde. Der öffentliche Personennahverkehr (ÖPNV) mit dem Bus ist überwiegend auf das Oberzentrum Bremerhaven ausgerichtet. 2004, als der Wesertunnel in Betrieb ging, führte eine Buslinie 513 von der Bremerhavener Innenstadt ausgehend über Loxstedt und den Wesertunnel nach Rodenkirchen. Einstellung der Strecke erfolgte im Dezember 2005. Der ÖPNV wird durch den Schülerverkehr und das an allen Tagen der Woche (auch in Schulferien) verkehrende Anrufsammeltaxi (AST) ergänzt. In der Kommune gilt der VBN-Tarif (Verkehrsverbund Bremen-Niedersachsen).

## Persönlichkeiten

### Söhne und Töchter der Gemeinde

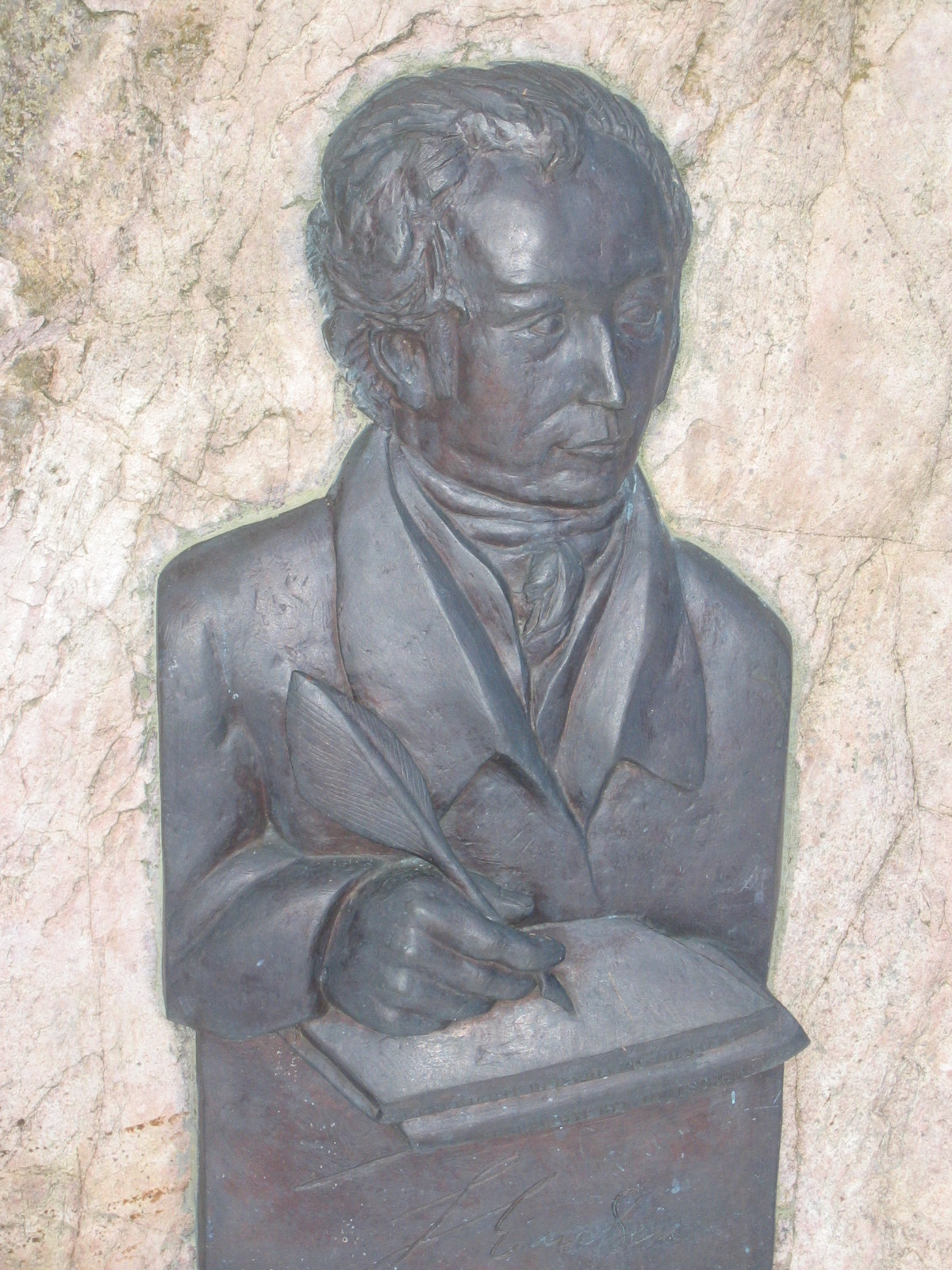
Relief von Heinrich Luden in Loxstedt

- Hermann I. von Buxthoeven (1163–1248), Bexhövede; Erster Bischof in Estland und Begründer des Geschlechts der Barone von Buxhöwde
- Albert von Buxthoeven (um 1165–1229), Bexhövede; Domherr in Bremen sowie Bischof und Gründer von Riga
- Luneburg Mushard (1672–1708), Loxstedt; Autor eines Nachschlagewerkes über die Adelsgeschlechter Nordniedersachsens
- Martin Mushard (1699–1770), Loxstedt; evangelisch-lutherischer Pastor und Prähistoriker, Sohn Luneburgs
- Johann Böse (1739–1804), Stotel; Zuckerfabrikant
- Heinrich Luden (1778–1847), Loxstedt; Historiker und Theologe
- Heinrich Christian Meyer (1797–1848), Nesse; Erster Großindustrieller der Stadt Hamburg
- Hermann Schmidt (1851–1921), Dedesdorf; Jurist, Oberbürgermeister von Erfurt 1895–1919
- Johann Ganten (1855–1936), Stinstedt; Pädagoge und Mitbegründer des Bremerhavener Bürgerparks
- Wilhelm Dieckmann (1893–1944), Stotel; Widerstandskämpfer im Dritten Reich
- Ottomar Haxsen (1898–1972), Fleeste; Politiker und Mitglied im niedersächsischen Landtag
- Friedrich Vogel (1929–2005), Hahnenknoop; Justizminister des Landes Nordrhein-Westfalen und Staatsminister beim Bundeskanzler
- Hanne Kulessa (1951–2022), Loxstedt; Autorin, Journalistin und Hörfunkmoderatorin

### Personen, die mit der Gemeinde in Verbindung stehen
- Johann Matthias Schreiber (1716–1771), Orgelbauer, er erbaute u. a. die Loxstedter Kirchenorgel der St.-Marien-Kirche, verstarb in Loxstedt
- Heinrich Wilhelm Nikolaus Hadel (1863–1949), Lehrer, Kantor, Chronist, Dorfschulmeister in Loxstedt[27]

## Sagen und Legenden
Es gibt viele Sagen und Legenden, die sich auf das Gebiet der Gemeinde Loxstedt beziehen:
| - Arp von Düring - Das Schwarze Meer im Moor bei Hahnenknoop - Das Zwergenkind - Der Drachenstein bei Donnern - Der Feldstein bei Bexhövede - Der Kornhändler - Der Raubritter von Bexhövede - Der Schatz im Keller | - Die Glocken von Bexhövede - Die Leutnantsbrücke in Düring - Die Zwerge bei Dünenfähr - Hake Betken siene Duven - Jäger und Voß - Von der Schwingenburg - Wie Landwürden zu Oldenburg kam |

(Quelle:)